# Пойнингс, Ричард, 3-й барон Пойнингс
Ричард Пойнингс (англ. Richard Poynings; 1359—1387) — английский аристократ, 3-й барон Пойнингс с 1375 года. Второй сын Майкла Пойнингса, 1-го барона Пойнингса, и Джоан Роксли, унаследовал титул и семейные владения (главным образом в Сассексе) после смерти старшего брата Томаса. Был женат на Изабель Грей, дочери Роберта Фицпейна (сына Ричарда Грея, 2-го барона Грея из Коднора) и Элизабет де Бриен. В этом браке родился сын Роберт, ставший 4-м бароном Пойнингсом.